# Sumio Iijima
Sumio Iijima (飯島 澄男?; 2 maggio 1939) è un fisico giapponese, conosciuto per la scoperta nel 1991 dei nanotubi di carbonio.

## Biografia
Nato nella prefettura di Saitama, si laurea nel 1963 in ingegneria alla University of Electro-Communications di Tokyo. Nel 1968 completa il suo dottorato (PhD) nel campo della fisica dello stato solido presso la Tohoku University di Sendai.
Tra il 1970 e il 1982 fa ricerche sui materiali cristallini e sulla microscopia elettronica ad alta risoluzione presso la Arizona State University. Durante il 1979 approfondisce gli studi sui composti del carbonio presso la University of Cambridge.
Dal 1982 al 1987 lavora al Research Development Corporation of Japan studiando le particelle ultra fini. Successivamente passa alla NEC dove nel 1991 scopre i nanotubi di carbonio.
Dal 1999 è anche professore alla Meijo University.
È direttore del Research Center for Advanced Carbon Materials e del National Institute of Advanced Industrial Science and Technology.
Fu premiato nel 2002 con il Benjamin Franklin Medal (medaglia Benjamin Franklin) per la fisica per la scoperta della struttura atomica e del carattere elicoidale dei nanotubi di carbonio a parete singola e multipla, che ha avuto un enorme impatto sul crescente campo della materia condensata, la scienze dei materiali per la nanotecnologia e l'elettronica.
Nel 2007 gli è stato attribuito il Premio Balzan per la nanoscienza con questa motivazione:
"per la sua scoperta dei nanotubi di carbonio e in particolare dei nanotubi di carbonio a parete singola e lo studio delle loro proprietà".